# Condado de La Gomera
El condado de La Gomera es un título nobiliario español, creado de iure por real cédula de 18 de junio de 1670 por la reina regente Mariana de Austria de Carlos II de España a favor y petición de Juan Bautista de Herrera y de Ponte, III marqués de Adeje, pero que existía de facto desde 1516 al ser prometido a Guillén Peraza de Ayala por el rey Carlos I de España.
Toma el nombre de la isla de La Gomera, en el archipiélago canario, que pertenecía a la familia Peraza como señorío jurisdiccional desde la ocupación de la misma por Hernán Peraza el Viejo a mediados del siglo XV hasta la abolición de los señoríos en España en el siglo XIX.
El título se extinguió en 1852 al no ser solicitado por Íñigo Álvarez de las Asturias Bohórques y Álvarez de las Asturias Bohórques, hijo y sucesor del último poseedor, siendo rehabilitado por real decreto de 23 de abril de 1985 por el rey Juan Carlos I en favor de Nicolás Cotoner y Cotoner, jefe de la Casa de Su Majestad el Rey, marqués de Mondéjar y de Adeje, grande de España. Este lo cedió a su hija María de la Trinidad Cotoner y Martos, quien recibió real carta de sucesión por orden de 18 de septiembre de 1985.

## Condes de La Gomera
|                                  | Titular                                                                                  | Periodo                                |
| Creación de facto por Carlos I   | Creación de facto por Carlos I                                                           | Creación de facto por Carlos I         |
| -------------------------------- | ---------------------------------------------------------------------------------------- | -------------------------------------- |
| i                                | Guillén Peraza de Ayala                                                                  | 1516-1565                              |
| ii                               | Luis Peraza de Ayala                                                                     | 1565-1591                              |
| iii                              | Diego de Ayala y Rojas                                                                   | 1591-1592                              |
| iv                               | Antonio Peraza de Ayala Castilla y Rojas                                                 | 1592-1629                              |
| v                                | Diego de Guzmán Ayala y Castilla                                                         | 1629-1653                              |
| vi                               | Gaspar de Guzmán Ayala y Rojas                                                           | 1653-1662                              |
| vii                              | Diego de Herrera Ayala y Rojas Xuárez de Castilla y van Dalle                            | 1662-1668                              |
| Creación por Mariana de Austria  |                                                                                          |                                        |
| viii                             | Juan Bautista de Herrera y de Ponte Ayala Rojas y Xuárez de Castilla                     | 1668-1718                              |
| ix                               | Juan Bautista de Herrera y de Ponte Ayala y Rojas Xuárez de Castilla y Guzmán            | 1718-1737                              |
| x                                | Antonio José de Herrera Ayala y Rojas Ponte Llarena Xuárez de Castilla                   | 1737-1752                              |
| xi                               | Domingo José de Herrera Ayala y Rojas Ponte y Llarena Xuárez de Castilla                 | 1752-1766                              |
| xii                              | Florencia Pizarro Piccolomini de Aragón y Herrera                                        | 1766-1794                              |
| xiii                             | Juan de la Cruz María del Rosario Belvis de Moncada y Pizarro Mendoza Herrera y de Ponte | 1794-1835                              |
| xiv                              | Antonio Ciriaco María del Rosario Belvís de Moncada y Álvarez de Toledo Pizarro Herrera  | 1835-1842                              |
| xv                               | José Álvarez de las Asturias Bohorques y Bellvis de Moncada                              | 1842-1852                              |
| Rehabilitación por Juan Carlos I |                                                                                          |                                        |
| xvi                              | Nicolás Cotoner y Cotoner                                                                | 7 de mayo de 1985-2 de octubre de 1985 |
| xvii                             | María de la Trinidad Cotoner y Martos                                                    | 2 de octubre de 1985-actual titular    |